# Galla Miklós
Galla Miklós (Budapest, 1959. május 18. –) magyar humorista, zenész, előadóművész, rendező, és festőművész. A Holló Színház egykori alapítója és vezetője, a L’art pour l’art Társulat egykori alapító tagja. A GM49 együttes zene- és szövegszerzője, valamint frontembere, énekese volt. Napjainkban folytatódik a zeneszínpadi jelenléte a GM több mint 49 formáció által.

## Életpályája

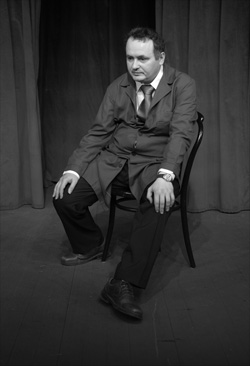
Fotó: Kertész Dániel

Apja munkája révén másfél évig (1971–1972) szüleivel a kelet-afrikai Tanzániában élt, a helyi iskolában tanult meg angolul.
Pályafutását kézbesítőként kezdte, majd később pop-rock-szakíró lett. Az 1970-es években a Gallaxis nevű együttesben zenélt, később az Ikarusban, majd a Csontbrigádban. 1979-ben az Illés Lajos féle új Illés együttes Csehszlovákiában angol nyelven megjelent nagylemezének (Express Image) egyik szövegírója volt. A GM49 együttes 1981-ben állt össze, két kislemezük és 1985-ben egy nagylemezük jelent meg, majd egy évvel később feloszlottak. 
Laár Andrással már 1981-ben megkezdődött munkakapcsolata, majd 1986-ban megalakult a L’art pour l’art Társulat, 1990-ben pedig a Holló Színház. A Besenyő család Margitjaként is megismerhette a közönség, valamint emlékezetes figurája volt a saját viccein nevető humorista. 
Galla Miklós 1992-től dolgozott a Monty Python Repülő Cirkusza fordításán. Egyes jelenetek megértését háttérinformációkkal segítette, amiket a televíziós vetítéseknél az epizódok előtt mondott el, a DVD-kiadáshoz pedig füzet formájában mellékelték. Később a Waczak szálló 7. és 8. részének fordítását is elkészítette. 
1996. december 1-jén kilépett a L’art pour l’art Társulatból. 1999-ben önálló műsora futott az RTL Klubon Galla-Mappa néven, majd Koltai Róberttel szerepelt közösen KGG (Koltai-Galla Gála) címmel. 2002 júniusában került bemutatásra önálló estje, "Szépségem titkai" címmel, először Pécsett, később pedig a budapesti Merlin Színházban. A Magyar Televízióban induló Mondom a magamét! című humoristavetélkedő zsűrijének tagja volt 2009-től. 2009-ben a Pa-dö-dőnek írt egy gyereklemezt Csomagot kaptam címmel. 2009-től a Karinthy Színházban Neil Simon A napsugárfiúk című komédiájában játszott főszerepet Koltai Róbert társaságában. 2020-tól kezdve a közösségi oldalán szinte napi rendszerességgel osztja meg az aktuális tartalmait, amelyek többnyire a vetkőzésről, a hónaljszőrzetéről és a nemi szervéről szólnak.

### A Karinthy-gyűrű
2021 februárjában értesítette az MTVA, hogy az évben ő kapja a Karinthy-gyűrűt, de júliusban ugyancsak az MTVA jelezte, hogy ezt visszavonja, mert „közelmúltbeli tevékenysége nem egyeztethető össze a közmédia, valamint a Karinthy-gyűrű-díj értékrendjével, szellemiségével.” Mint kiderült, a Galla: Kórkép, avagy Trolival a világ körül című előadás keretében meztelenül mutatkozott, ahol a nemi szervét is megmutatta és felhúzta az előbőrt, illetve a videómegosztóra is felkerült egy felvétele, ahol a járvány előtti egyik előadásán a nemi szervét mutogatja. Galla nem tagadta a meztelenséget, de szerinte ez a kortárs művészet része, valamint arra  hivatkozott, hogy mások is mutatkoztak ugyanezért meztelenül a múltban, ahogy ő maga is. Azzal védekezett továbbá, hogy az előadáson csak az ismerősei voltak jelen, akik tudtak arról, hogy ilyen akcióra készül. A Fészek Kulturális Klub vezetője szerint a közönséget megosztotta az eredetileg streamelésre szánt produkció, amelynek a bemutatását emiatt el is halasztották.
Galla ezután Orbán Viktornak írt levelében kérte a Karinthy-gyűrűt. Orbán Viktor azt válaszolta, hogy nem ő a gyűrűk ura. Végül Laár András, akinek korábban odaítélték, átadta neki a neves kitüntetést.

## Családja
Édesanyja Kovács Ágnes (szül. Budapest, 1928) újságíró, édesapja Galla László (Gunst Eliezer, szül. Szentes, 1916) vaskereskedő, majd a II. világháború után közgazdász, aki 1948-ban magyarosította a nevét Gallára. Nagyapja Gunst Sándor (1880–1944) szentesi szatócs, majd vas- és műszaki kiskereskedő, akit 1944-ben mint az izraelita hitközség elnökét Pestre hurcolták, onnan Sárvárra, majd Auschwitzban halt meg. Dédszülei Gunst Lipót (szül. Albertirsa, 1844) és Paszternák Emília (szül. 1849), akinek révén oldalági rokona Joe Pasternak amerikai filmproducer.

## Színházi szerepei
- Valami Magyarország
- A napsugár fiúk (Al Lewis)
- Paprikás rumli
- Nóti Károly: Hyppolit a lakáj (Hippolyt)
- Ben Jonson: Volpone, avagy a pénz komédiája (Corbaccio)

## Lemezei
- Bélát itt ne keressék – Elektromiklós Gallantológia (GrundRecords Kft., 2018)
- Emberek, figyeljetek! (GrundRecords Kft., 2019)
- Jó rád ez a hacuka (GrundRecords Kft., 2020)

### GM49
- Digitális majális (Pepita, 1985)

### L’art pour l’art Társulat
- Vastyúk is talál szeget (1995)
- Lila liba (1996)

### Holló Színház
- Karaj (1998)
- Ügyes Lajos Irodája (1999)

## DVD
- Szépségem titkai (2005)

### Holló Színház
- Etelka, a tapír elmegy anyagmennyiség-becslőnek (2006)

## Könyvei, fordításai
- Hajrá, MTK!; szerk. Galla Miklós, Krausz Tamás, Szántó András; Ágens-Press, Csobánka, 1999
- Nagy Holló-könyv; szerk. Galla Miklós, fotó Díner Tamás; Athenaeum, Bp., 1999 + CD
- Monty Python repülő cirkusza. Csak a szöveg, 1-2.; kitalálta és írta Graham Chapman et al., ford. Galla Miklós; Cartaphilus, Bp., 2002–2003
- Monty Python és a Szent Kehely. A film teljes szövegkönyve; írta Graham Chapman et al., ford. Galla Miklós, Bárány Ferenc; Cartaphilus, Bp., 2004
- Az élet értelme. Monty Python. A film teljes szövegkönyve; filmrend. Terry Jones, kitalálta, írta és előadja Graham Chapman et al., kísérőfilmrend. Terry Gilliam, ford. Galla Miklós, Bárány Ferenc; Cartaphilus, Bp., 2006
- Könnyű műhaj; Jaffa, Bp., 2011
- Iván Hegyiː Mighty Magyars; ford. Galla Miklós; Hungarian Football Federation, Bp., 2012
- Ábrakadabra; Jaffa, Bp., 2014
- Jé, Galla is ember! Önéletrajz; Jaffa, Bp., 2014
- Megtörtént ecsetek. 2015. 10. 16–2015. 11. 15., Rómer-ház, Győr; Rómer Flóris Művészeti és Történeti Múzeum, Győr, 2015
- Különbusz Kristóf, avagy száz csónak is egy a vége. A nagy szóvicckönyv; Jaffa, Bp., 2017
- Átragadt szerelem; Underground, Bp., 2024

### Holló Színház
- Nagy Holló-könyv; szerk. Galla Miklós, fényképezte Díner Tamás; Athenaeum, Bp., 1999

## Filmjei
- Mielőtt befejezi röptét a denevér (1988)
- Jön a medve! (1989)
- Csapd le csacsi! (1990)
- Vastyúk is talál szeget (1991-96)
- Látogatják-e az emberek a Béka és Barack Vendéglőt, vagy elkerülik? (1993)
- Csinibaba (1997)
- Hazugságvizsgáló gép, Jókívánság-kártya és egyéb kellemes meglepetések (1997)
- Holló Szilveszter – Karaj (1997)
- Zimmer Feri (1998)
- Holló Színház – A Noszty fiú esete Tóth Marival (1998)
- Holló Színház – Trisztán és Izolda (1998)
- Galla-mappa (1999)
- Koltai-Galla Gála (2001)
- Csocsó, avagy éljen május elseje! (2001)
- Galla Miklós tündöklése és tündöklése (2003)
- Mondom a magamét! (2009)
- Átjáróház (2022)